# Moka
La moka è una caffettiera ideata da Alfonso Bialetti nel 1933 e prodotta successivamente in più di 320 milioni di esemplari. Si tratta di un prodotto di disegno industriale italiano famoso in tutto il mondo, presente nella collezione permanente del Triennale Design Museum di Milano e del MoMA di New York.
Il progetto ha subito negli anni solo lievi modifiche nella forma, rimanendo praticamente invariato nel tempo, con la tipica forma ottagonale in alluminio che, brevettata, rappresenta uno degli elementi distintivi e di originalità del prodotto. Oggi la Moka è conosciuta in tutto il mondo come icona del Made in Italy.

## Descrizione
Si tratta di un semplice oggetto composto da quattro componenti in alluminio o acciaio, a cui si aggiungono una guarnizione sostituibile e un manico in bachelite. Viene prodotta dall'azienda italiana Bialetti ed è caratterizzata da una forma (in sezione trasversale) ottagonale per aumentare la presa in caso di superficie bagnata.
Il brevetto del sistema "Moka" prevede unicamente questa forma; in commercio esistono delle imitazioni, sempre con pianta a forma di poligono regolare, ma con un diverso numero di lati, o a forma cilindrica. Viene prodotta in diverse grandezze, che possono produrre l'equivalente in caffè da una fino a diciotto tazzine.
Dal punto di vista estetico, il design della moka è stato indicato come Art déco, tuttavia alcune fonti lo considerano più vicino all'estetica futurista.

## Etimologia

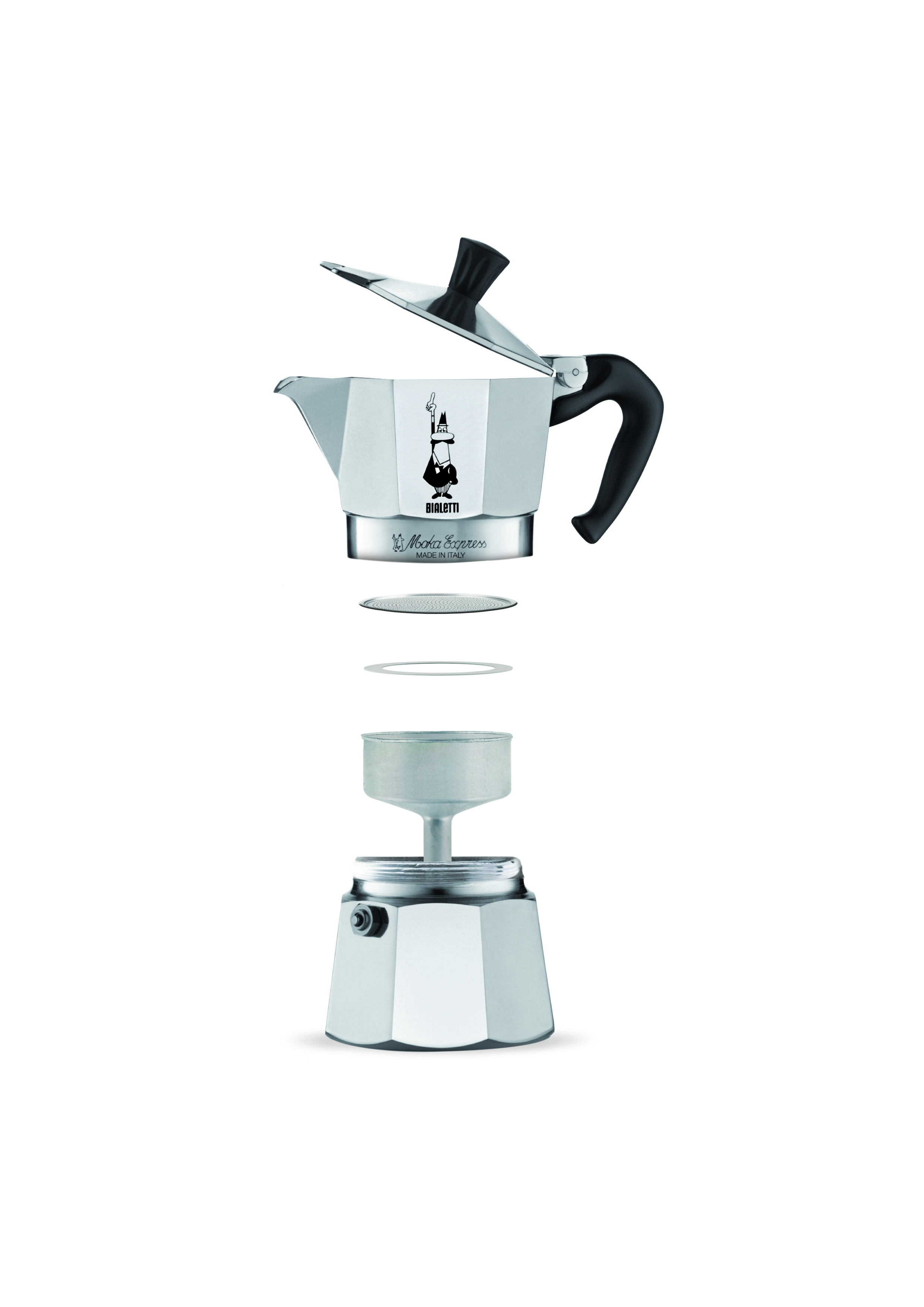
Componenti della Moka: caldaia, filtro imbuto, guarnizione, piastrina filtro, bricco

L'origine del nome dell'apparecchio risiede nel nome della città portuale di Mokha, nello Yemen, da dove partivano per l'Occidente le navi cariche di caffè: questo paese è da secoli infatti una delle prime e più rinomate zone di produzione di caffè, in particolare della pregiata qualità arabica. Di questa qualità speciale si trova testimonianza nel capolavoro di Voltaire, Candido, quando il protagonista, in viaggio nell'allora Impero ottomano, viene ricevuto da un ospite che, tra le altre cose, gli offre una bevanda preparata «con caffè di Moca non mescolato con il cattivo caffè di Batavia e delle Antille».
In Spagna è nota come cafetera de rosca, cafetera de fuego o italiana, in Portogallo e Brasile la si conosce come cafeteira italiana o cafeteira de rosca.

## Funzionamento

Disegno descrittivo con sezione verticale di una moka (vedi testo)

Animazione del funzionamento di una moka

Bialetti ricavò l'ispirazione per il prodotto osservando la moglie fare il bucato con una lavatrice chiamata lisciveuse (da liscivia, un tempo diffuso detersivo economico); in questa lavatrice, si aveva una sorta di caldaia (in cui si mettevano i panni, l'acqua e il detersivo) con un tubo, la cui estremità superiore era forata; giunta a ebollizione, l'acqua risaliva lungo il tubo, qui, si raffreddava e riscendeva, sciogliendo la liscivia, che poteva meglio spargersi sui panni.
Per preparare il caffè con la moka, si riempie innanzitutto d'acqua il bollitore o caldaia (elemento A; figura tabella informativa a sinistra) fino a sfiorare il livello della valvola di sicurezza, e vi si inserisce il filtro dosatore, metallico e a forma di imbuto (B), detto "imbuto filtro". In quest'ultimo, si introduce il caffè in polvere, che non deve essere pressato eccessivamente; quindi, viene avvitata la parte superiore, chiamata bricco o raccoglitore (C), dotata di un secondo filtro detto "filtro piastrina".
Mettendo la moka sul fuoco (non troppo alto), l'acqua si riscalda, fino a raggiungere una temperatura inferiore a quella di ebollizione (intorno ai 90 °C, secondo esperimenti specifici), tuttavia sufficiente a provocare un idoneo aumento della pressione. La pressione del vapore saturo soprastante aumenta, provocandone l'espansione.
Espandendosi, il vapore saturo comprime l'acqua e la costringe a incanalarsi attraverso l'unica via d'uscita: l'imbuto che conduce al filtro (A → B). Giunta a metà strada, l'acqua calda passa attraverso la massa di caffè producendo la bevanda per percolazione. Infine, il caffè sale e va a depositarsi nel bricco passando attraverso una cannula detta "camino".
La pressione raggiunta con questo metodo è leggermente superiore a quella atmosferica, ed è possibile raggiungere temperature più alte che con altre caffettiere, come ad esempio la napoletana. L'acqua nel bollitore comincia a bollire solo alla fine della preparazione, quando buona parte di essa è già risalita nel raccoglitore. Una guarnizione assicura la sicurezza dell'avvitamento e una valvola di sicurezza previene un aumento eccessivo della pressione nella camera d'ebollizione (dovuto di solito a otturamenti).
Il filtro a imbuto permette all'acqua di percolare attraverso lo strato di caffè macinato; successivamente, il filtro piastrina (che ha i pori molto più piccoli dell'altro) trattiene le particelle solide dal percolato e fa in modo che il liquido che sale nel raccoglitore sia pulito, ossia privo di corpuscoli di caffè macinato.

## Manutenzione
Prima di tutto, quando si utilizza una moka nuova, è buona norma eseguire un passaggio "a vuoto", ovvero far bollire e salire l'acqua senza mettere il caffè. Questo accorgimento consente di disinfettare l'apparecchio, eliminare eventuali residui di lavorazione ed evitare che sapori metallici o "industriali" contaminino la bevanda, anche se le moka in vendita sono confezionate dai produttori in condizioni di ottima pulizia.
Dopo l'uso, una sottile pellicola di residuo rimane nel bollitore, nel filtro e all'interno del bricco. È spesso desiderabile mantenere questa pellicola, perché protegge il caffè dal contatto con l'alluminio, che altrimenti può dare alla bevanda un lieve gusto metallico. Dopo l'uso, la moka dovrebbe essere pulita con acqua calda o bollente, ma senza l'utilizzo di sapone o detergenti, che rimuoverebbero il residuo protettivo e potrebbero dare un cattivo sapore al caffè.
La moka richiede una sostituzione periodica della guarnizione in gomma e della piastrina filtro e un controllo della valvola per verificare che non sia ostruita. Tra una sostituzione e l'altra, si potrebbe saltuariamente smontare la piastrina filtro per pulirla completamente. È buona norma anche smontare il filtro del filtro a imbuto per eliminare i residui che inevitabilmente si formano nella parte posteriore. Per smontarlo è sufficiente infilare un piccolo cacciavite all'interno del beccuccio (o cannula) dell'imbuto e fare così forza sulla superficie interna del filtro. A questo punto, si deve lavare sotto il getto d'acqua la parte posteriore del filtro, nonché il corpo a imbuto. Fatto questo, si deve riporre il filtro in sede (ci sono 3 piccole nervature sul bordo interno dell'imbuto per trattenerlo).
Un importante accorgimento per le moka in alluminio è l'evitare il lavaggio in lavastoviglie, poiché il detersivo contiene idrossido di sodio (soda caustica), che attacca lo strato protettivo del metallo (ossido di alluminio) e provoca una significativa e immediata corrosione, normalmente evitata dal sottile strato di ossido che si forma a contatto con l'aria o tramite anodizzazione.